# Platystele orchestris
Platystele orchestris är en orkidéart som beskrevs av Pedro Ortiz Valdivieso. Platystele orchestris ingår i släktet Platystele och familjen orkidéer. Inga underarter finns listade i Catalogue of Life.